# Angels Sing
Angels Sing (bra: Quando Anjos Cantam) é um filme de drama produzido nos Estados Unidos e dirigido por Tim McCanlies. Lançado em 2013, foi protagonizado por Harry Connick Jr., Connie Britton, Chandler Canterbury, Fionnula Flanagan, Lyle Lovett, Willie Nelson e Kris Kristofferson . 

## Enredo
O professor de história Michael (Harry Connick Jr.), que quando criança amava o Natal, teve seu espírito de feriado esmagado após um acidente trágico. Quando adulto, ele ainda não consegue encontrar a alegria do Natal. Como seu filho enfrenta uma tragédia, ele precisa encontrar seu espírito de férias novamente. Ele dá um empurrão na direção certa quando conhece Nick (Willie Nelson), um homem que lhe dá um presente que o ajuda a encontrar a alegria do Natal novamente.

## Elenco
- Harry Connick Jr. como Michael Walker

- Connie Britton como Susan Walker
- Chandler Canterbury como David Walker
- Fionnula Flanagan como Ma
- Lyle Lovett como Griffin
- Willie Nelson como Nick
- Kris Kristofferson como O Coronel
- Dana Wheeler-Nicholson como Maggie

## Trilha sonora
| N.º | Título                    | Duração |  |
| 1.  | "Up On the Housetop"      | 2:11    |  |
| 2.  | "Mistletoe on Death Row"  | 1:58    |  |
| 3.  | "Deck the Halls"          | 0:56    |  |
| 4.  | "Christmas Time Is Here"  | 2:23    |  |
| 5.  | "Family Bible"            | 3:01    |  |
| 6.  | "Signals In the Dark"     | 3:41    |  |
| 7.  | "Moses"                   | 3:43    |  |
| 8.  | "Christmas Time in Texas" | 3:54    |  |
| 9.  | "Christmas Love"          | 2:32    |  |
| 10. | "Noite Feliz"             | 1:17    |  |
| 11. | "Amazing Grace"           | 3:32    |  |
| 12. | "When I'm Home"           | 3:30    |  |